# 姬水
姬水，今地不詳，是传说中轩辕黄帝的成长地之一。傳説中黃帝及炎帝皆為少典及有蟜氏所生，而黃帝就在姬水長大，炎帝在姜水長大，於是兩人部落風俗不同，更有說黃帝後裔亦因姬水而姓姬姓。

## 说法
姬水所在，史无明载，但姬水则有多种说法，一说是关中中部武功县一带的漆水河，一说是位於古有熊國境內的潩水河。 即在河南新鄭市区一带，即今黄水河（古溱水）和双洎河（古洧水）交汇处的高台地上，是傳說中的軒轅之丘所在地，古潩水有可能就是古姬水。